# Spawanie drutem rdzeniowym
Spawanie łukowe drutem rdzeniowym (proszkowym), FCAW (Flux-Cored Arc Welding) – metoda spawania podobna do metody MIG/MAG, z tą różnicą, że drut wewnątrz jest wypełniony topnikiem (outer shield) lub substancją chemiczną wytwarzającą podczas spawania gazy ochronne (inner shield). 
Tą metodą spawa się także stale stopowe. Do spawania stali stopowych używa się drutu z rdzeniem metalowym, w którym oprócz topnika znajdują się sproszkowane metale, takie jak nikiel, chrom itp.
Produkcja drutu odbywa się z taśmy stalowej, którą formuje się za pomocą specjalnych rolek kształtowych w kształcie litery „U” i wsypuje się w tym momencie proszek. Następnie drut jest zamykany, idąc przez następne rolki formujące oraz zmniejszany do wymaganej średnicy poprzez przeciąganie przez oczka diamentowe.

## Kwestie techniczne
- Podobnie jak przy elektrodzie drut jest ciągnięty po spoinie[1] (tylko samoosłonowy).
- Wymagane są specjalne rolki perforowane VR (drut rdzeniowy jest bardzo podatny na zgniecenie)
- U większości producentów druty rdzeniowe mają nietypowe wymiary np. 0,9 mm; 1,1 mm (zamiast stosowanych standardowo 0,8 mm; 1,0 mm)

## Zalety
Łączy w sobie zalety zarówno spawania elektrodą otuloną jak i metodą MAG:
- bardzo duża wydajność (nie potrzeba częstej zmiany elektrody)
- można spawać także na zewnątrz pomieszczeń (topnik dodatkowo chroni także przed utlenieniem spoiny)
- spawacz nie musi mieć bardzo wysokich kwalifikacji

## Wady
- wyższa cena drutu w stosunku do konwencjonalnych technik
- konieczność stosowania specjalnych spawarek (musi być możliwość zmiany biegunowości)

## Zastosowanie
- głównie przemysł stoczniowy
- spawanie odpowiedzialnych konstrukcji stalowych
- drobne rzemiosło (przy sporadycznym korzystaniu (np. spawanie punktowe, serwis) wzrasta opłacalność, gdyż odpadają koszty dzierżawy butli z gazem).